# Gabriela Tagliavini
Gabriela Tagliavini (Buenos Aires, Argentina, 29 de desembre de 1968) és una escriptora, directora i guionista de cinema que des de 1993 viu i treballa als Estats Units.

## Activitat professional
En la seva adolescència va realitzar tallers literaris a l'Argentina i als Estats Units. Al seu país va estudiar direcció de cinema a l'Escola Superior de Cinematografia i va treballar en la producció de Gatica, el mono, de Leonardo Favio; posteriorment va realitzar un màster en guió a l'American Film Institute dels Estats Units, país on es va establir des de 1993, dedicant-se a escriure guions de pel·lícules i de sèries de televisió per la cadena de televisió CNN>i a ensenyar en la Universitat de Califòrnia (UCLA). Més endavant va dirigir diversos curtmetratges i llargmetratges, The Woman Every Man Wants (2001), Ladie's Night (2002) -nominada en el Festival de Cinema de Bogotà 2004 al Premi Cercle Precolombí d'Or a la millor Pel·lícula; guanyadora del Premi CIFF al Millor Guió en el Festival Internacional de Cinema de Xipre 2006, guanyadora de tres premis MTV i nominada per a altres tres.- i 30 Days Until I'm Famous (2004), produïda per Madonna.
El llargmetratge La mujer que todo hombre quiere, que Tagliavini va escriure i va dirigir, és una coproducció dels Estats Units i l'Argentina en la qual van col·laborar diversos argentins a més de la directora, que va rebre premis al Festival Internacional de Cinema i Vídeo Independent de Nova York de 2001, No Dance Film Festival de 2001 i Festival de Cinema de Santa Mónica 2001. En 2012 va adaptar per a HBO la novel·la best seller El anatomista de Federico Andahazi. i va realitzar el guió del documental biogràfic Cantinflas. El 2011 va dirigir la pel·lícula Without Men basada en la novel·la Tales from the Town of Widows de l'autor colombià James Cañón. El 2012 va dirigir el seu cinquè llargmetratge, Border Run amb l'actuació de Sharon Stone i Billy Zane.
El 2005 va formar part del jurat per curtmetratges del Festival Internacional de Cinema de Berlín i el 2006 va guanyar la prestigiosa beca de direcció de l'ABC-DGA -American Broadcasting Company i el Sindicat de Directors dels Estats Units per la qual durant 36 setmanes va rebre tutories rotatives de prestigiosos directors de la DGA que li van proporcionar punts de vista i estils artístics diversos per a televisió i allí va treballar en espectacles de Disney com Hannah Montana i Desperate Housewives. Tagliavini va dirigir l'espectacle en directe, Comedy Rehab, pel Comedy Central.
La seva primera novel·la va ser Los colores de la memoria (1999), publicada a l'Argentina escrita en espanyol i després traduïda a l'anglès i publicada en diversos països, a la qual va seguir Recuerdos de milagros (2004),que va escriure al costat del seu pare, que patia una malaltia terminal. També va escriure diversos poemes publicats en mitjans literaris.

## Filmografia
Directora
- The Devil May Care (2019)
- A pesar de todo (2019)
- Cómo cortar a tu patán (2017)
- Border Run (2012)
- Without Men (2011)
- 30 días antes que sea famosa (2014) (TV Movie)
- Ladies' Night (2003)
- The Woman Every Man Wants (2001)
- Captain Beto (curtmetratgje) (1991)
- Coincidence (curtmetratge) (1988)

Guionista
- The Devil May Care (2019)
- A pesar de todo (2019)
- Cómo cortar a tu patán (2017)
- Without Men (2017)
- The Woman Every Man Wants (2001)

Productora
- Beyond the Sun (2019)
- Without Men (2011)
- The Woman Every Man Wants (2001)

Assistent de producció
- Convivencia (1994)

Agraïments
- Amnesiac (2014)

## Televisió
Directora
- Paul Rodriguez & Friends: Comedy Rehab (2009) (Documental)